# Martin Marietta X-24B
El Martin Marietta X-24B va ser un avió experimental estatunidenc desenvolupat des d'un programa conjunt d'USAF-NASA anomenat PILOT (1963-1975). Va ser dissenyat i construït per provar conceptes de cos portant, experimentant amb la idea de reentrada i aterratge sense motor, utilitzada més tard pel transbordador espacial.
El primer a volar l'X-24B va ser John Manke, un vol en mode de lliscament, l'1 d'agost de 1973. També va ser el pilot de la primera missió propulsada el 15 de novembre de 1973.

## Especificacions (X-24B)
- Tripulació: 1
- Llargada: 11,43 m
- Amplada: 5,79 m
- Altura: 2,92 m
- Superfície d'ala: 30,7 m²
- Pes en buit: 3.885 kg
- Pes màxim a l'enlairament: 6.260 kg
- Motor: «XLR-11-RM-13» (motor de coet)
- Potència: 37,7 kN
- Velocitat màxima en altura: 1.873 km/h
- Autonomia: 72 km
- Altura màxima: 22.590 m